# Johann Snigurski
Johann Snigurski (Jan Śnihurskyj) (* 18. Mai 1784 in Berestjany; † 24. August 1847 in Przemyśl) war ein ukrainisch-griechisch-katholischer Geistlicher und  Bischof der Erzeparchie Przemyśl-Warschau.

## Leben
Snigurski war der Sohn des griechisch-unierten Pfarrers von Berestjany, Johann Snigurski († 1799). Er besuchte ab 1795 das Gymnasium in Sambir und absolvierte danach von 1800 bis 1803 die philosophischen Jahrgänge an der Universität Lemberg. Ab 1804 studierte er Theologie an der Universität Wien, wo er 1811 zum Dr. theol. promoviert wurde.
1807 wurde er in Wien zum Priester geweiht und wurde 1808 Kooperator zu St. Barbara, der Pfarrkirche der griechisch-unierten Gemeinde in Wien. Im Jahr 1813 wurde er Pfarrer, 1816 Assessor des Wiener Erzbischöflichen Konsistoriums und 1817 zum Dekan des Doktorenkollegiums der Theologischen Fakultät ernannt. Im selben Jahr erhielt er die Würde eines Ehrendomherrn des griechisch-unierten Domkapitels von Przemyśl. Als Pfarrer von St. Barbara hatte sehr gute Verbindung zur Hofkanzlei. Er betrieb die bauliche Erneuerung des Kirchengebäudes und engagierte sich für die Klärung der Jurisdiktionsverhältnisse seiner Pfarrei. Gleichzeitig war er auch für die Seelsorge der Militärpersonen (hauptsächlich in den Spitälern und Lazaretten) verantwortlich.
Im Jahr 1818 wurde er zum griechisch-unierten Bischof von Przemyśl ernannt und prägte in fast 40 Jahren in diesem Amt das Bistum. Er war 1818 Gründer eines Instituts zur Heranbildung von Kirchensängern und Volksschullehrern sowie eines Fonds zu dessen Erhaltung; außerdem gründete er einen Witwen- und Waisenfonds. 1839 wurde er zum Präsidenten der Armenkommission der Stadt Przemyśl gewählt. In seiner Amtszeit entstand 1845 das Diözesanseminar in Przemyśl, an dem auch eine Dozentur für die kirchenslawische Sprache und eine für die Pastoraltheologie mit ruthenischer Vortragssprache entstand. Snigurski war ferner Freund und Beichtvater angesehener adeliger Familien.
Qua Amt gehörte er den Galizischen Landständen an.